# Defensas de La Almina
Las Defensas de La Almina son un conjunto de fortificaciones, baluartes, baterías situadas en la península de la Almina de Ceuta especialmente en las zonas costeras.

## Historia
Fueron construidas en su mayoría en el siglo XVIII, para proteger la península de La Almina de ataques por mar.

## Descripción

### Recinto Norte
Está formado por baluartes y baterías a poca altura sobre el nivel del mar, por ser una zona baja: el Baluarte de San Sebastián, la San Pedro El Bajo, la Puerta del Muelle de San Pedro, la  Batería de Abastos.

### Recinto Sur
Está formado por baterías, baluartes, puestos de guardia y garitones en los acantilados, a bastante altura sobre el nivel del mar: la Batería Nueva, la Batería y Cuerpo de Guardia del Molino, el Garitón del Pintor, la Batería del Espino, el Torreón de San Jerónimo, la Batería y Puerta de Fuente Caballos, el Cuerpo de Guardia de San Andrés, el Baluarte de San Carlos y el Baluarte de San José.